# Mesotritia okuyamai
Mesotritia okuyamai är en kvalsterart som beskrevs av Aoki 1980. Mesotritia okuyamai ingår i släktet Mesotritia och familjen Oribotritiidae. Inga underarter finns listade i Catalogue of Life.